# Peiltoestel

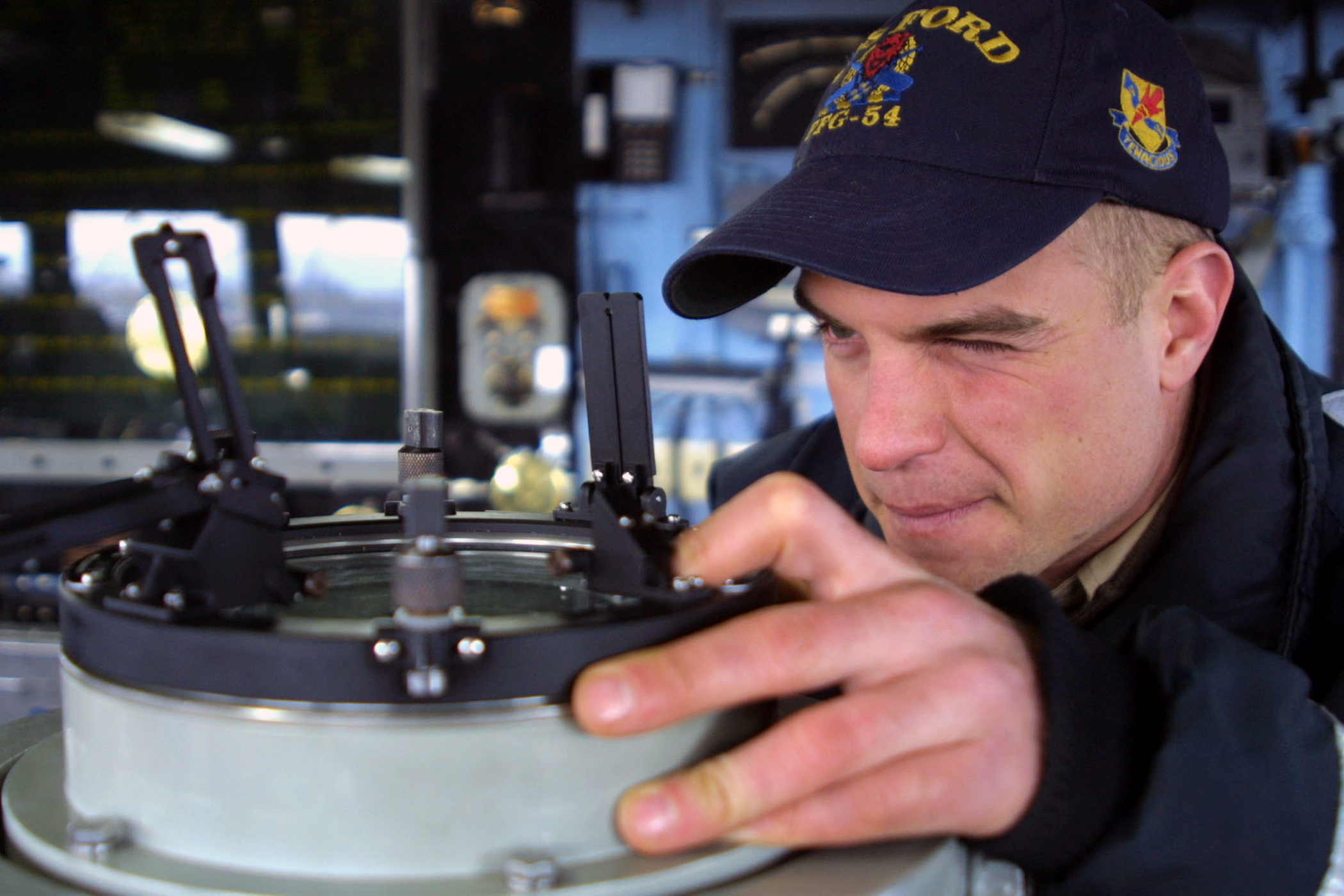
Een vizierpeiltoestel aan boord van de USS Ford.

Een peiltoestel is een navigatie-instrument waarmee objecten gepeild kunnen worden. Het wordt veel gebruikt in de scheepvaart om andere schepen of kenbare punten te peilen. Daarvoor wordt het peiltoestel op een peilkompas of een dochteraanwijzer van het gyrokompas geplaatst, zodat een absolute peiling verkregen kan worden. Dit in tegenstelling tot de pelorus waarmee relatieve peilingen genomen worden.
Door een kenbaar punt te peilen, wordt een positielijn verkregen. Met meerdere positielijnen kan de positie worden verkregen, eventueel na verzeiling als er vaart wordt gelopen en de peilingen niet tegelijkertijd zijn genomen. De positielijnen kunnen daartoe met behulp van een pleinschaal in de kaart worden gezet.
Door een schip te peilen, kan bepaald worden of er gevaar voor aanvaring is. Als de peiling niet verandert terwijl beide schepen koers en vaart behouden, dan is dit het geval.
De peiling met een magnetisch kompas wordt kompaspeiling KP genoemd, terwijl een peiling met behulp van een gyrokompas een gyropeiling GP oplevert. De eerste moet worden gecorrigeerd met de miswijzing om tot de ware peiling WP te komen, de tweede met de totale correctie tc.
Veelgebruikt zijn het vizierpeiltoestel en het thomson-peiltoestel. Met de laatste kan ook boven de kim gepeild worden en kan het azimut van hemellichamen genomen worden.